# Географски језик
Географски језик је болест језика непознате етиологије. Чешће се јавља у дечјем узрасту, и то два пута чешће код особа женског пола него код мушкараца. Као могући узроци обољења наводе се: алергије, генетика, анемије, неодговарајући стоматолошки радови и неки психосоматски фактори (јак стрес).
Клиничка слика се одликује кружним променама које се јављају на горњој површини језика. У центру су интензивно црвене док су на ивицама жуте. Ове промене се шире ка периферији и када се појаве нове може доћи до њиховог спајања. Тако се стварају вијугаве линије које подсећају на географску карту, по чему је обољење и добило име.
Лечење се састоји у отклањању узрока које је довело до стварања обољења.